# الغابة (مسلسل تلفزيوني)
الغابة (بالبولندية: W głębi lasu) هو مسلسل غموض وإثارة بولندي، يستند إلى رواية عام 2007 التي تحمل نفس الاسم من تأليف هارلان كوبن. عُرض المسلسل لأول مرة على نتفليكس في 12 يونيو 2020. وهو ثاني مسلسل باللغة البولندية يتم إنتاجه لنتفليكس بعد مسلسل 1983.

## الحبكة
تتكشف القصة في فترتين زمنيتين مختلفتين: أغسطس 1994 وسبتمبر 2019. في عام 2019، طُلب من المدعي العام في وارسو باويك كوبينسكي التعرف على جثة ضحية جريمة قتل عُثر عليها مع قصاصات صحف. يبدو أن جريمة القتل مرتبطة بالمخيم الصيفي في أغسطس 1994 حيث كان باوي مرافقًا، حيث قُتل شخصان وفقد اثنان آخران - بما في ذلك أخته كاميلا - التي إختفت دون أن تترك أثرا.

## الإنتاح
في أغسطس 2018، وقعت نتفليكس عقدًا مدته خمس سنوات لتحويل أربعة عشر رواية جريمة من تأليف هارلان كوبن إلي مسلسلات تلفزيونية. في ديسمبر 2019، أعلنت شركة مجموعة إيه تي أم أنها اختتمت تصوير المسلسل وأنه سيتم طرحه على نتفليكس في عام 2020.